# Macradenia loxoglottis
Macradenia loxoglottis là một loài thực vật có hoa trong họ Lan. Loài này được Focke ex Rchb.f. mô tả khoa học đầu tiên năm 1863.